# Гвідо Шмідт
Гвідо Шмідт (нім. Guido Schmidt; 15 січня 1901, Блуденц — 5 грудня 1957, Відень) — австрійський дипломат і політик, міністр закордонних справ Австрії з 1936 до 1938 року.

## Біографія
Народився в Блуденці, федеральній землі Форарльберг. Відвідував єзуїтську школу «Stella Matutina» у Фельдкірхі, де познайомився з майбутнім канцлером Австрії Куртом Шушнігом. Вивчав право у Віденському університеті, здобувши докторський ступінь 1924 року і наступного року поступив на австрійську дипломатичну службу. З 1927 року служив у канцелярії президента Вільгельма Мікласа, ставши віцедиректором 1928 року.
Шмідт був членом Християнсько-соціальної партії і 1933 року приєднався до Вітчизняного фронту, створеного канцлером Енгельбертом Дольфусом. Він зіграв важливу роль в укладанні «Липневої угоди» 1936 року австрофашистським урядом Курта Шушніга, наступника Дольфуса, з нацистською Німеччиною і був призначений статс-секретарем закордонних справ. Він і міністр внутрішніх справ Едмунд Гляйзе фон Горстенау були основними переговорниками з владою нацистської Німеччини. 12 лютого 1938 року Шушніг під тиском Гітлера призначив Шмідта федеральним міністром. Цю посаду він обіймав до 11 березня 1938 року, коли канцлер був змушений піти у відставку за кілька годин до вторгнення військ вермахту і аншлюсу Австрії нацистською Німеччиною. Шмідт зіграв важливу роль у відставці начальника штабу Альфреда Янза, однак не приєднався до нацистського уряду Артура Зейс-Інкварта, після чого він пішов з політики.
За клопотанням Германа Герінга він став виконавчим директором промислового конгломерату Reichswerke в Лінці 1 липня 1938 року. 1945 року Шмідт був тимчасово поміщений у в'язницю союзними окупаційними силами, тому що мав пронацистські настрої та був звинувачений у державній зраді, але виправданий 1947 року.
З 1950 року він продовжив свою кар'єру як член виконавчої ради Semperit компанії.
Шмідт помер у Відні у 56-річному віці, він був батьком австрійського підприємця Гвіда Шмідт-Кіарі.